# أندريا بيليه

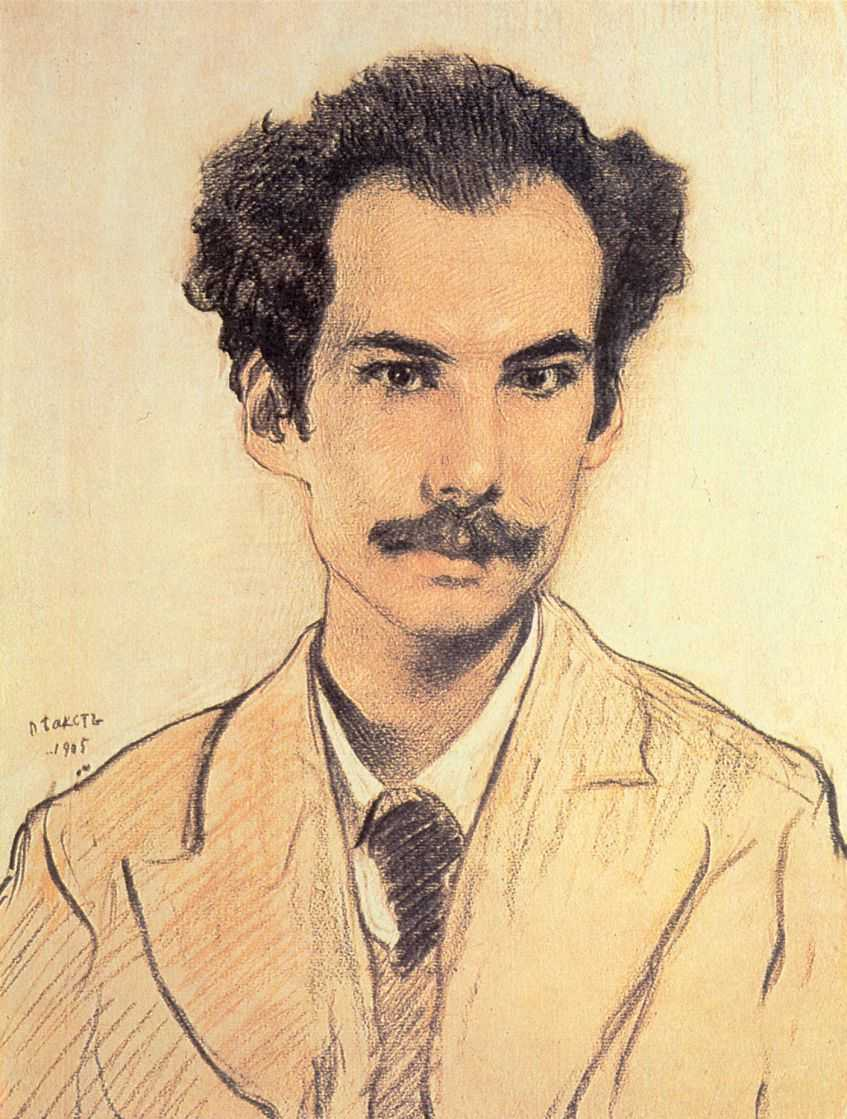
پورتريه أندريه بيلي رسم ليون باست، 1905

أندريه بيلي Andrei Belyi ((بالروسية: Андре́й Бе́лый)‏)، الاسم المستعار لبوريس نيكولايڤتش بوگايڤ Boris Nikolaievitch Bougaiev ((بالروسية: Бори́с Никола́евич Буга́ев)‏) (26 أكتوبر 1880، موسكو – 8 يناير، 1934، موسكو)، كاتب روسي ومنظر للتيار الرمزي في الأدب. ولد في موسكو وتوفي فيها. أنهى دراسة الرياضيات في جامعة موسكو. صدرت له أول مجموعة شعرية بعنوان «الذهب اللازوردي» Gold in Azure في عام 1904. ومن أعماله المعروفة في قصيدة النثر ما أسماه السيمفونيات: «البطولة» (1900) و«السيمفونية الشمالية ـ المأسوية» (1902) و«التراجع» (1905) و«زوبعة في فنجان» (1908) وفيها ظهرت سمات ما سمي بأدب عصر الانحطاط.

## اهتماماته
لفتت ثورة 1905 في روسية اهتمام بيلي إلى المشكلات الاجتماعية، فصوّر في مجموعته الشعرية «رماد» (1909) Ashes، مآسي الريف الروسي، وسخر من حكم الأقوياء المالكين. بعد ذلك توجه بيلي إلى الفلسفة الصوفية في «المسيح يُبعث من جديد» (1918) Christ Has Prevailed و«ابنة الملك والفوارس» (1919)، و«النجمة» (1919) و«بعد الفراق» (1922). وتنسجم قصص بيلي الرمزية مع تقاليد غوغول[ر] ودستويفسكي[ر] الواقعية.

## مؤلفاته
كتب بيلي رواية «الحمامة الفضية» (1909) The Silver Dove وهي ثلاثية تتحدث عن علاقة الشرق بالغرب، صور فيها باحثاً عن الحقيقة ذا فكر غربي في قرية روسية أهلها متصوفون، فيغرق في عالم من السحر وتتملكه هواجس شيطانية تقود به إلى الموت. ويطرح في روايته «حكمة الإنسان» (1912) Anthroposophy الصراع بين عالم قديم ينهار وهو الشرق وعالم جديد يحمل الدمار وهو الغرب، ويجد الخلاص في صورة شبح أبيض يمثل المسيح بالمفهوم الفلسفي وليس الديني. ومن أشهر رواياته «بطرسبُرغ» (1913-1914) Petersburg. وفيها ترك العنان لخياله في تصويرهذه المدينة، كما هجا بأسلوب رمزي البيروقراطية فيها.
بدأ بيلي بتدريس نظرية الشعر للكتاب الشباب من مجموعة «بروليت كولت» Prolit-Kult (الثقافة البروليتارية) العمالية. كما أصدر مجلة «مذكرات حالمين»، وفي قصص السيرة الذاتية «القط ليتايف» (1922) و«الصيني المعمر» (1927)، وفي ملحمته التاريخية: ـ عنون الجزء الأول «المسكوفي الغريب الأطوار» (1926) والجزء الثاني «موسكو تحت الصدمة» (1926) والجزء الثالث «الأقنعة» (1932) ـ ظل بيلي وفياً لتيار الرمزية[ر] في الأدب، ليس بهدف الدفاع عن عقيدة جمالية بل دفاعاً عن مفهوم ديني للعالم، فالفن في رأيه قادر على تغيير البشرية.
كما كتب بيلي عدة كتب نقدية منها «الرمزية» (1910) و«المرج الأخضر» (1910) وغيرها. ومايثير الانتباه هو مذكرات بيلي: «على حدود قرنين من الزمن» (1930). و«بداية القرن» و«مذكرات» (1933) و«بين ثورتين» (1934) التي عبر فيها عن الحياة الفكرية لمثقفي روسية في القرن العشرين.
كان أسلوب بيلي متميزاً يعتمد على التحليل ودراسة الإيقاع والصوت، فالكلمة بالنسبة له صوت إيقاعي قبل أن تكون صورة ومفهوماً.

### قائمة المؤلفات
- 1902 Second Symphony, the Dramatic
- 1904 The Northern, or First—Heroic
- 1904 Gold in Azure (poetry)
- 1905 The Return—Third
- 1908 Goblet of Blizzards—Fourth
- 1909 Ash
- 1909 Urn (شعر)
- 1910 الرمزية (نقد/نظرية)
- 1910 Green Meadow (نقد)
- 1910 الحمامة الفضية The Silver Dove (روية)
- 1911 Arabeques (نقد)
- 1916 پطرسبورگ (وزعت في 1922)
- 1917 الثورة والأدب Revolution and Culture
- 1917-18 Kotik Letaev (novel based on his early childhood; pub. as book 1922)
- 1918 Christ Has Risen (poem)
- 1921 The First Encounter (autobiographical poem)
- 1922 Recollections of Blok
- 1922 ["Glossolalia" (A Poem about Sound)] http://community.middlebury.edu/~beyer/gl/intro.html
- 1926 The Moscow Eccentric (1st of trilogy of novels)
- 1926 Moscow Under Siege (2nd of trilogy of novels)
- 1927 The Baptized Chinaman (Translated into English as ["The Christened Chinaman"][3])
- 1931 Masks (3rd of trilogy of novels)
- 1930 At the Border of Two Centuries (1st memoir of trilogy)
- 1933 The Beginning of the Century (2nd memoire of trilogy)
- 1934 Between Two Revolutions (3rd memoire of trilogy)
- 1934 Rhythm as Dialectic in The Bronze Horseman (نقد)
- 1934 The Mastery of Gogol (نقد)

## وصلات خارجية
- أندريا بيليه على موقع الموسوعة البريطانية (الإنجليزية)
- أندريا بيليه على موقع ميوزك برينز (الإنجليزية)
- أندريا بيليه على موقع إن إن دي بي (الإنجليزية)
- أندريا بيليه على موقع ديسكوغز (الإنجليزية)

- Encyclopedia of Soviet Writers
- Translation of Andrei Bely's short story "The Yogi"
- English translations of 3 poems by Babette Deutsch and Avrahm Yarmolinsky, 1921
- English translations of 4 poems